# Памятник Тимофею Невежину

Памятник работы А. И. Козырева, существовал в 1964—1990 годах.

Памятник Тимофею Невежину — памятник основателю города Кургана, установлен на площади Слосмана в городе Кургане.
Открытие состоялось 24 августа 2017 года. Памятник общей высотой 10 метров, изготовлен из бронзы и гранита. Автор: скульптор Ольга Юрьевна Красношеина. На памятнике указан год основания города — 1679.
В 1964—1990 года на этом месте был памятник, автором которого был скульптор Анатолий Иванович Козырев. На памятнике был указан год основания города — 1662.

## История памятника

### Памятник работы скульптора А. И. Козырева
В июне 1964 года в сквере на привокзальной площади был воздвигнут памятник основателям Кургана, выполненный в бетоне скульптором Анатолием Ивановичем Козыревым. На памятнике значилась дата основания города: 1662 год.
В 1990 году Советским райисполкомом г. Кургана было принято решение реставрировать памятник, поскольку он пришёл в негодность. Памятник был демонтирован, но из-за повышения цен реставрация отложена на неопределённый срок. Памятник был вывезен на 3-ю дистанцию гражданских сооружений (НГЧ-3) Курганского отделения железной дороги, впоследствии утилизирован.

### Памятник работы скульптора О. Ю. Красношеиной
В 2001 году Красношеина О. Ю. задумала создать памятник Т. Невежину для города Кургана и поехала учиться на профессионального скульптора в Москву в Российскую Академию живописи, ваяния и зодчества, ректором которого был Илья Сергеевич Глазунов.

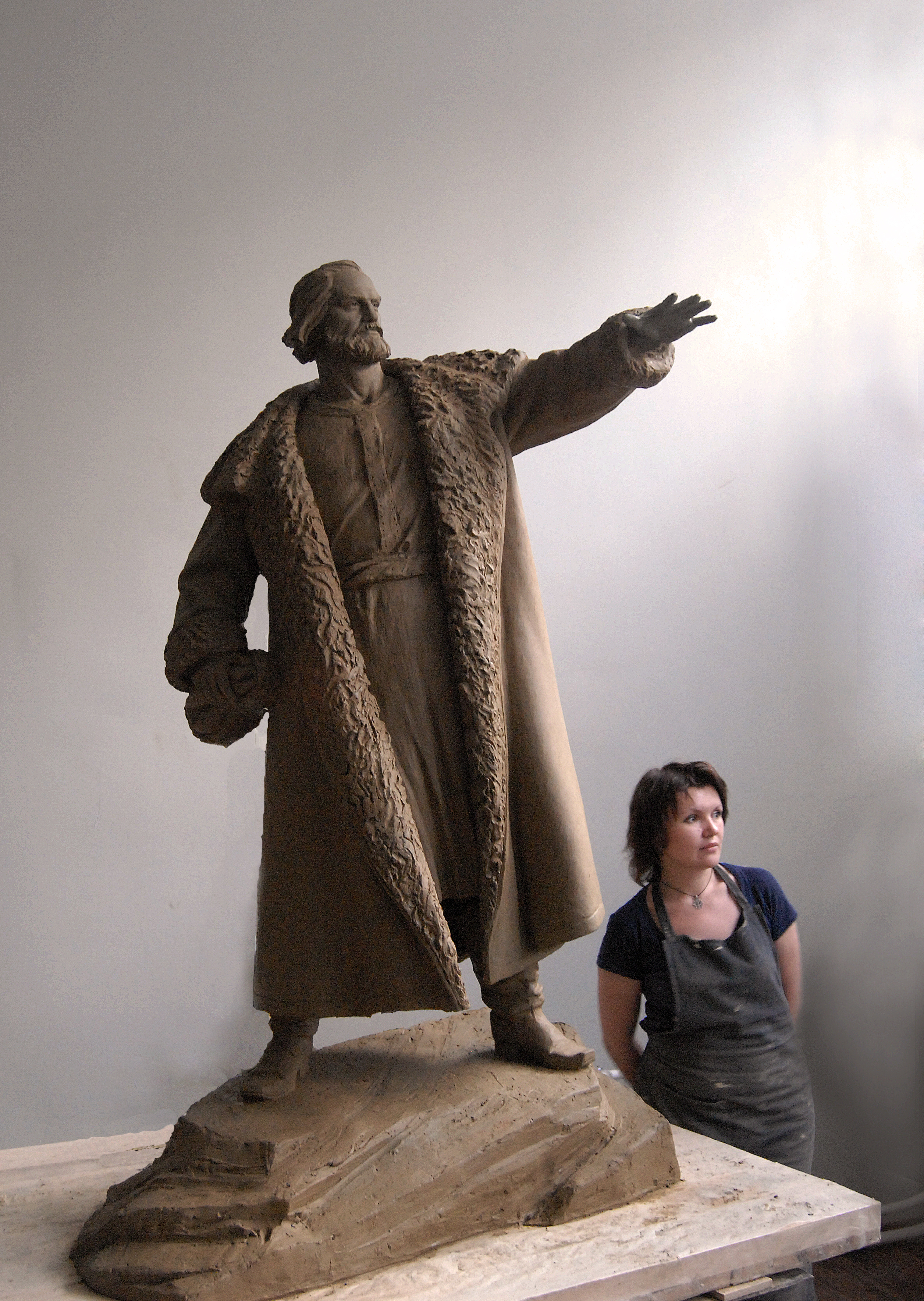
Дипломная работа Т. Невежин автора Красношеиной О. Ю. 2007 г.

В 2007 году на дипломную работу она взяла создание модели памятника Т. Невежина высотой 1 м.70 см. Перед началом работы Ольга Юрьевна приезжала в Курган и нашла историков, которые занимались изучением истории основания города и судьбой Т. Невежина. Они и рассказали новые обнаруженные в архивах факты, которые изменили представление и вдохновили Ольгу Юрьевну на новый образ. Один из историков, Кузьмин А. Д., приезжал в Москву и посетил мастерскую Академии. Материалы встречи и фотографию скульптуры Т. Невежина опубликовал в газете «Курган и Курганцы». На защите дипломной скульптуры И. С. Глазунов и профессорско-преподавательский состав Академии высоко оценили скульптуру и написали обращение властям города Кургана о своевременности установки памятника основателю города Кургана Т. Невежину, но, видимо, тогда ещё не пришло время.
В 2008 году в Москве состоялся III всероссийский художественный конкурс «От Древней Руси к новой России», который ежегодно проходит в рамках организованной по благословению Святейшего Патриарха Московского и всея Руси Алексия II церковно-общественной выставки-форума «Православная Русь» — к Дню народного единства". Скульптура Т. Невежин автора Красношеиной О. Ю. заняла первое место. Выставка проходила в Центральном выставочном зале «МАНЕЖ», где Ольга Юрьевна получила благословение Патриарха Московского и всея Руси Алексия II. Издан каталог выставки, на обложке которого размещена скульптура Т. Невежина. 
В 2012 году Администрация города Кургана объявила «О проведении конкурса на лучший эскизный проект памятника основателю города Кургана Тимофею Невежину». Конкурс проходил в рамках муниципальной программы «Любимый город» по инициативе руководителя программы Людмилы Евгеньевны Дорофеевой, депутата Курганской городской Думы на основании обращении неравнодушных историков: Анатолия Дементьевича Кузьмина и Павла Валерьевича Варлакова (они ушли из жизни, не дожив до открытия памятника), а также жителей города. В конкурсе приняли участие 12 работ скульпторов из разных городов. Победителем конкурса стала скульптор Красношеина Ольга Юрьевна, выпускница Академии живописи ваяния и зодчества (г. Москва).
По словам победительницы, мечта создать скульптуру Тимофея Невежина появилась у неё много лет назад, проект будущего монумента даже лег в основу её дипломной работы в академии и получил высокую оценку признанных мастеров. Спустя годы Ольга услышала о том, что в родном городе объявлен конкурс на лучший эскиз памятника, и поняла — пришло время испытать удачу.
В 2013 году Администрация города Кургана стала заниматься вопросом о выборе места размещения памятника. На сайте Администрации города был проведён интернет-опрос. По результатам опроса, 48 % проголосовавших горожан хотели бы видеть памятник основателю города там, где он стоял раньше — на привокзальной площади.
В 2013 году автором Красношеиной Ольгой Юрьевной совместно с архитектором Киселевой Марией Алексеевной был сделан проект памятника с привязкой к выбранной жителями привокзальной площади. Также был сделан проект благоустройства территории сквера привокзальной площади. В проекте в центре сквера мощением выложен красный квадрат, который символизирует сопричастность истории основателя города Т. Невежина к истории Российского государства и Красной площади. По двум сторонам от красного квадрата мощением выложен рисунок зубцов Далматовского монастыря, что символизирует связь жизни Т. Невежина и преподобного Далмата Исетского, духовную связь города и монастыря, историческую значимость. Напротив 10 метрового монумента расположен кованный современный герб города Кургана, который символизирует связь времён. За памятником и гербом расположены радиусные цветники, объединяющие пространство.
Почти весь 2013 год велись подготовительные работы: интернет-опрос, создание и согласование проекта. Осенью 2013 года проект был утверждён, и автору можно было приступить к созданию большого 5-метрового памятника. 27 ноября 2013 года в здании Курганского епархиального управления состоялась встреча Архиепископа Константина со скульптором Красношеиной Ольгой Юрьевной. Перед началом работ по созданию памятника скульптор Ольга Юрьевна обратилась за благословением к Управляющему Курганской и Шадринской епархией Архиепископу Константину (Горянову). Владыка, ознакомившись с эскизом, поставил свою резолюцию: «Памятник Тимофею Невежину — вкладчику Далматовского монастыря и основателю города Кургана — благословляется, Константин, Архиепископ Курганский и Шадринский, 27.11.2013 г.».

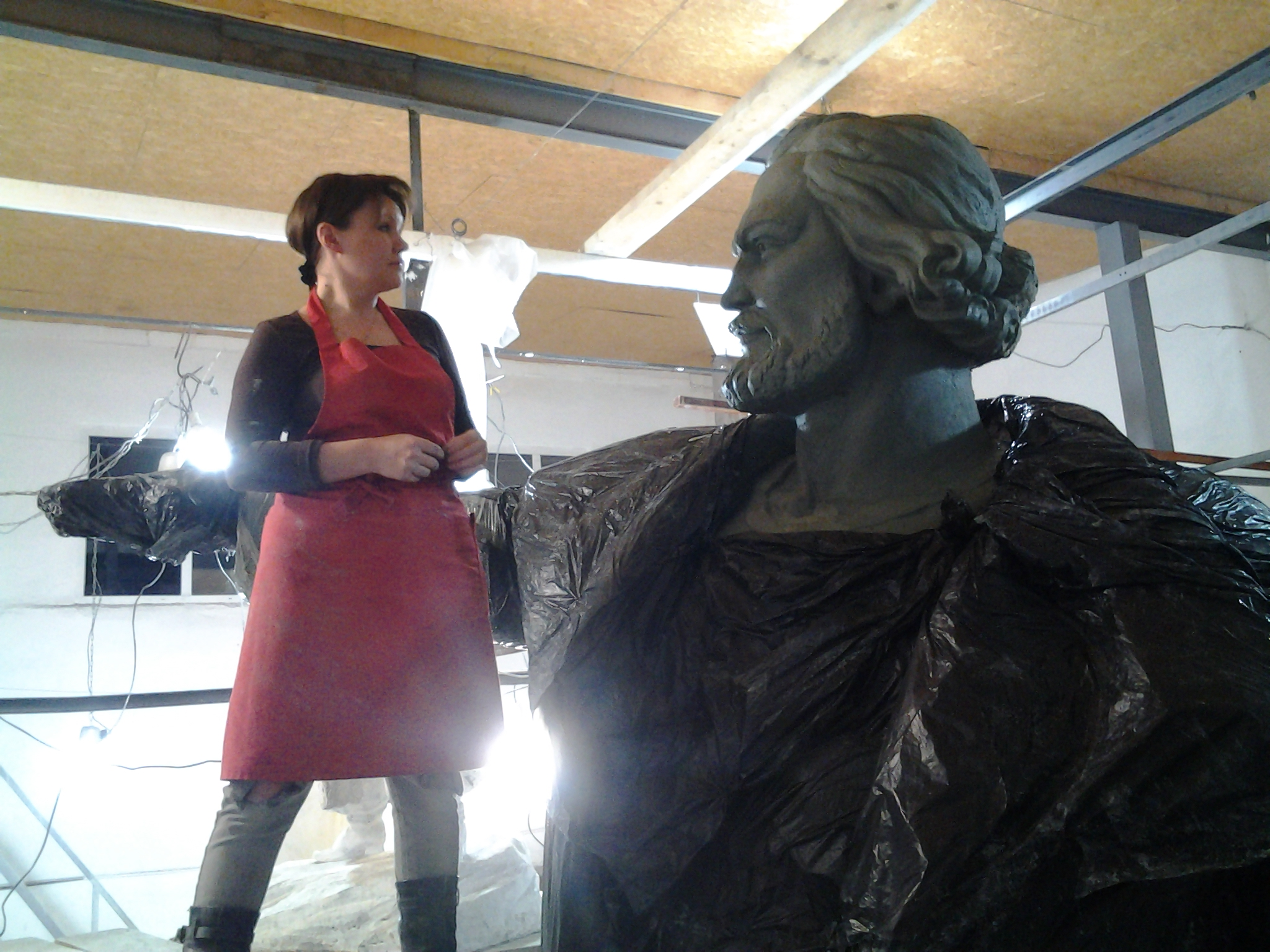
Тимофей Невежин (фрагмент) и автор Красношеина Ольга 2014 г.

Победившая на конкурсе скульптура Т. Невежина высотой 1 м.70 см из пластика по завершении конкурса была перевезена в зал Музея истории города Кургана. В музее по благословению Архиепископа Константина скульптура была освящена протоиереем Михаилом Кучеровым. «Говорят, основатель города Кургана не просто был православным — он воспитывался в монастыре у самого Далмата Исетского. Освящение памятника такому человеку — вещь необходимая, решила его создатель. Да и творчество — процесс практически божественный. … С пожеланиями доброго пути Невежина погрузили в автомобиль». Скульптура отправилась в литейную мастерскую Ивана Дубровина в село Новоалексеевское городского округа Первоуральск Свердловской области для создание автором большого памятника.
Процесс создания памятника происходил в несколько этапов:
1. Создание металлического каркаса необходимой высоты, около 5 м. По проекту Т. Невежин должен был обращён к центру города и поднимать правую руку, поэтому увеличителю пришлось делать каркас симметричный относительно первоначальной скульптуре.
2. Первая прокладка глиной всего каркаса[11].

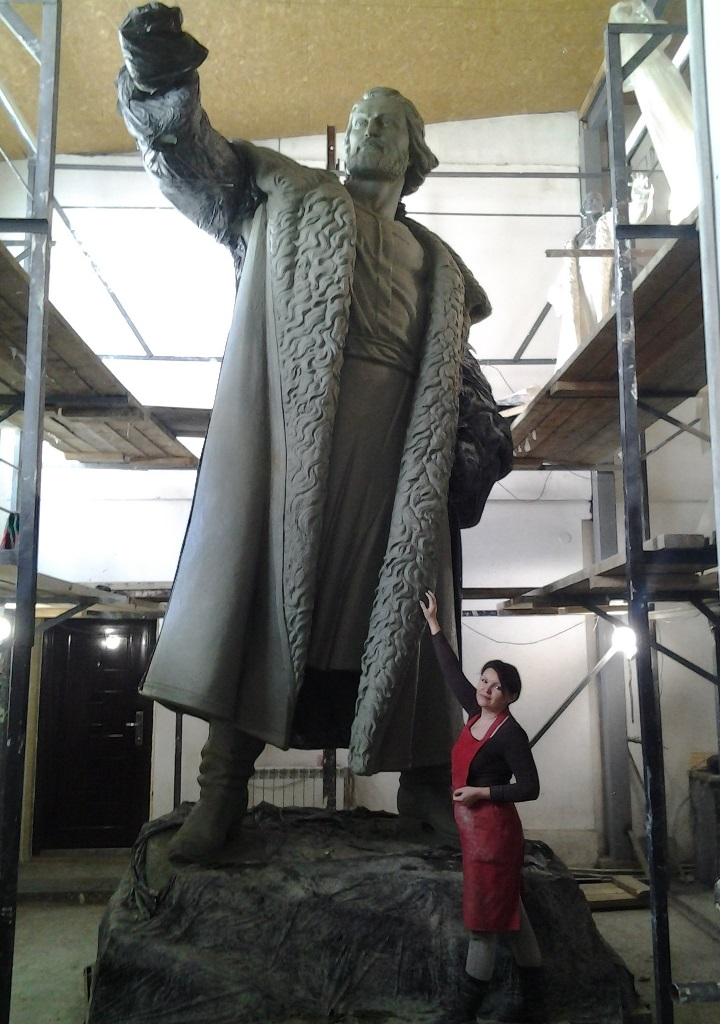
Т. Невежин в глине и автор Красношеина О. Ю. 2014 г.

3. Т. Невежин (фрагмент) рука и автор 2014 г.Т. Невежин в глине и автор Красношеина О. Ю. 2014 г.Создание скульптором Красношеиной О. Ю. памятника Т. Невежину в глине — авторская работа. Фигура была изготовлена из 2 тонн пулковской глины зеленоватого цвета, медленно сохнущей, по пластичности считающейся лучшей для лепки[12]. Творческий процесс скульптором, маленькой молодой женщиной, одной на строительных лесах продолжался несколько зимних холодных сибирский месяцев вдали от городской жизни. Проявление сильного образа и характера Т. Невежина, проработка всех деталей лица, складок одежды, фактуры шерсти тулупа в соответствующем масштабе требовало большой концентрации и физических сил автора. К тому же, скульптуру из глины необходимо было постоянно поддерживать в рабочем влажном состоянии. Каждый день после окончания работы опрыскивать скульптуру водой и закрывать многометровыми плёнками, а перед работой разворачивать снова. Но несмотря на сложную, напряжённую, мужскую работу, автор Красношеина О. Ю. работала вдохновенно, воплощая свою мечту в реальность для современного и будущих поколений[11].

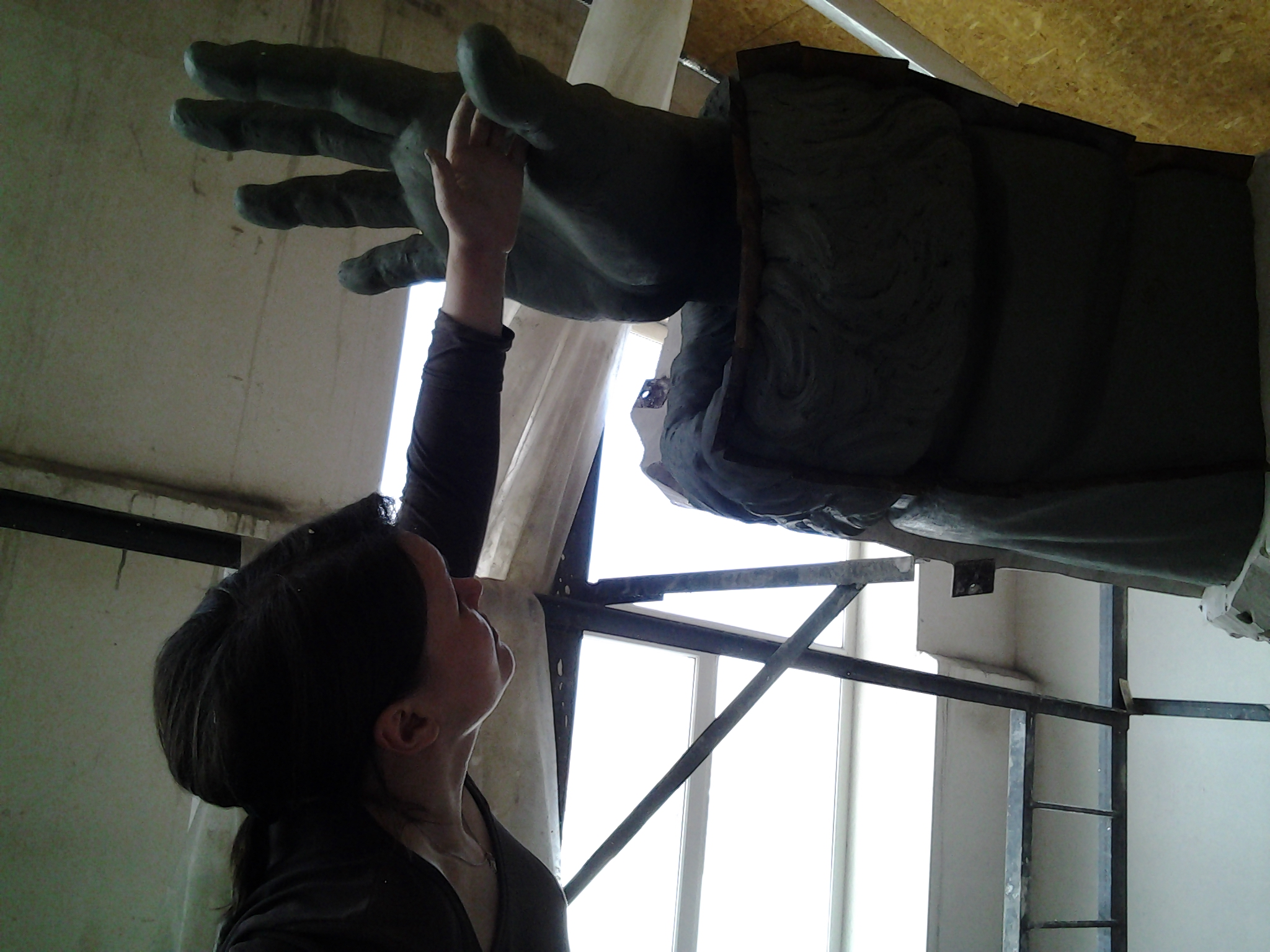
Т. Невежин (фрагмент) рука и автор 2014 г.

4. Когда скульптура в глине была готова, из гипса со скульптуры сделали форму по частям и сняли их. Скульптуру из глины разобрали. Из гипсовой формы отлили гипсовую скульптуру также по частям. Скульптор дорабатывала не проливы каждой части гипсовой скульптуры.
5. С готовых гипсовых частей скульптуры снова сняли формы под литьё и отлили в бронзе. Обработали каждую бронзовую часть и соединили части скульптуры сваркой. Внутрь бронзовой скульптуры приварили металлический каркас. Скульптор работает только в бронзе, которую она считает вечным материалом: «Благодаря тому, что находятся бронзовые артефакты III, II века до нашей эры, в том числе и произведения искусства, мы можем судить о цивилизациях, отстоящих от нас на несколько тысячелетий»[13].

25 марта 2014 года архиепископ Курганский и Шадринский Константин посетил литейную мастерскую, где идёт работа над созданием памятника основателю Кургана — Тимофею Невежину. Владыка был восхищён работой Ольги Красношеиной и подчеркнул: «Памятник прекрасный и величественный, будет достойным украшением города Кургана, а также знаком благодарности жителей». На просьбу скульптора прикоснуться к величественной фигуре и благословить ответил согласием, поставив на обратной стороне памятника свои инициалы.

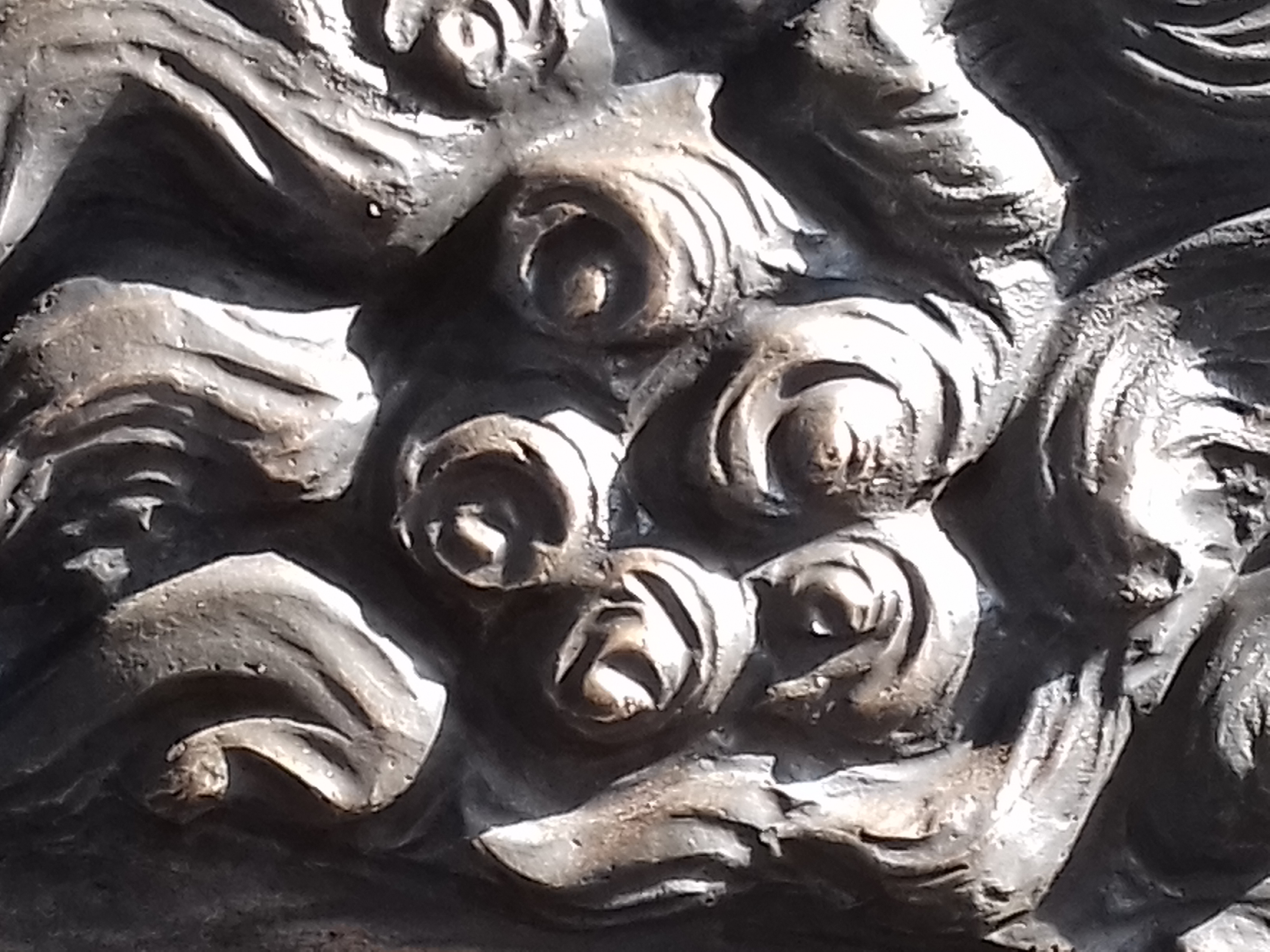
Памятник Т. Невежину (фрагмент) олимпийские кольца 2014 г.

Скульптура в глине создавалась в 2014 году, в это время проходила зимняя Олимпиада в Сочи. Скульптору хотелось быть сопричастной и чувствовать единство со страной и поддержу, как спортсменам. Поэтому на одном из разворотах тулупа она из завитков шерсти слепила олимпийские кольца. После завершения, автор на обратной стороне памятника на глине написала роспись и год создания. Сразу скульптуру перевели в гипс, но не сразу скульптуру отлили в бронзе. Администрация города Кургана не выделяла финансирование, контракт не был подписан. Два года скульптура в гипсе по частям пролежала в огороде мастерской, была на стадии разрушения. Два года совещаний не приводили к результату. Директор литейной мастерской Иван Дубровин взял на себя волевое решение по спасению памятника и отлил в бронзе на своём производстве за собственные деньги в 2016 году. В бронзе, даже по частям уже было не страшно за памятник, он уже был в бронзе.
Летом 2016 года на острове Кипр в рамках «Недели искусств» скульптура «Тимофей Невежин — основатель города Кургана» автора Красношеиной О. Ю. заняла первое место в Международном конкурсе скульптуры.

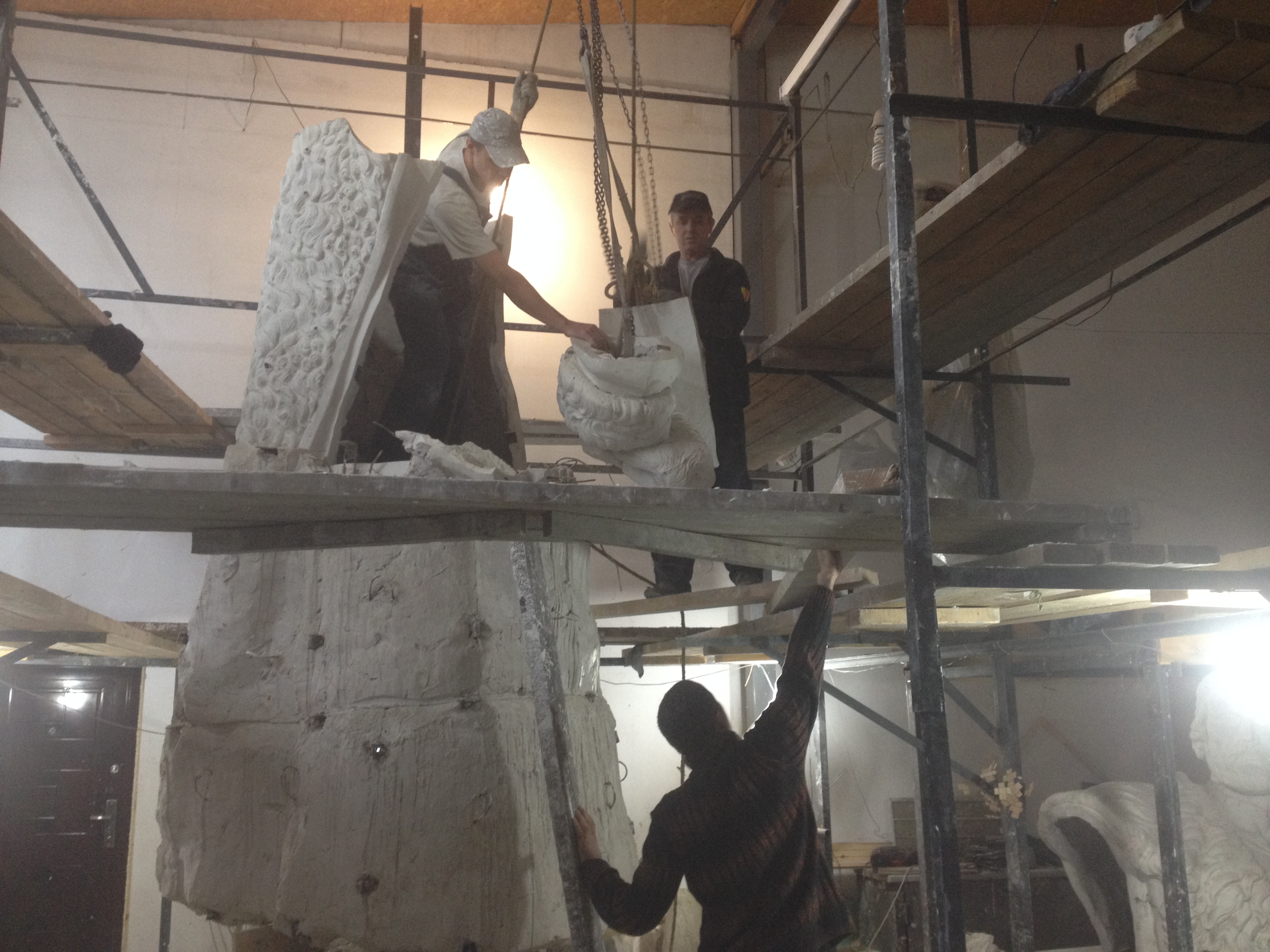
Т. Невежин. Разборка гипсового отливка и формы 2014 г.

В соответствии с Указом Президента России «О мерах по усилению государственной поддержки культуры и искусства в Российской Федерации» по итогам конкурса, проведённого в 2016 году, были присуждены гранты главы государства руководителям творческих проектов общенационального значения. Один из грантов выделен скульптору Ольге Красношеиной на осуществление проекта по созданию памятника основателю города Кургана Тимофею Невежину. Это значимое событие повлияло на судьбу памятника. Администрацией города кургана было принято решение об установке и финансировании памятника.

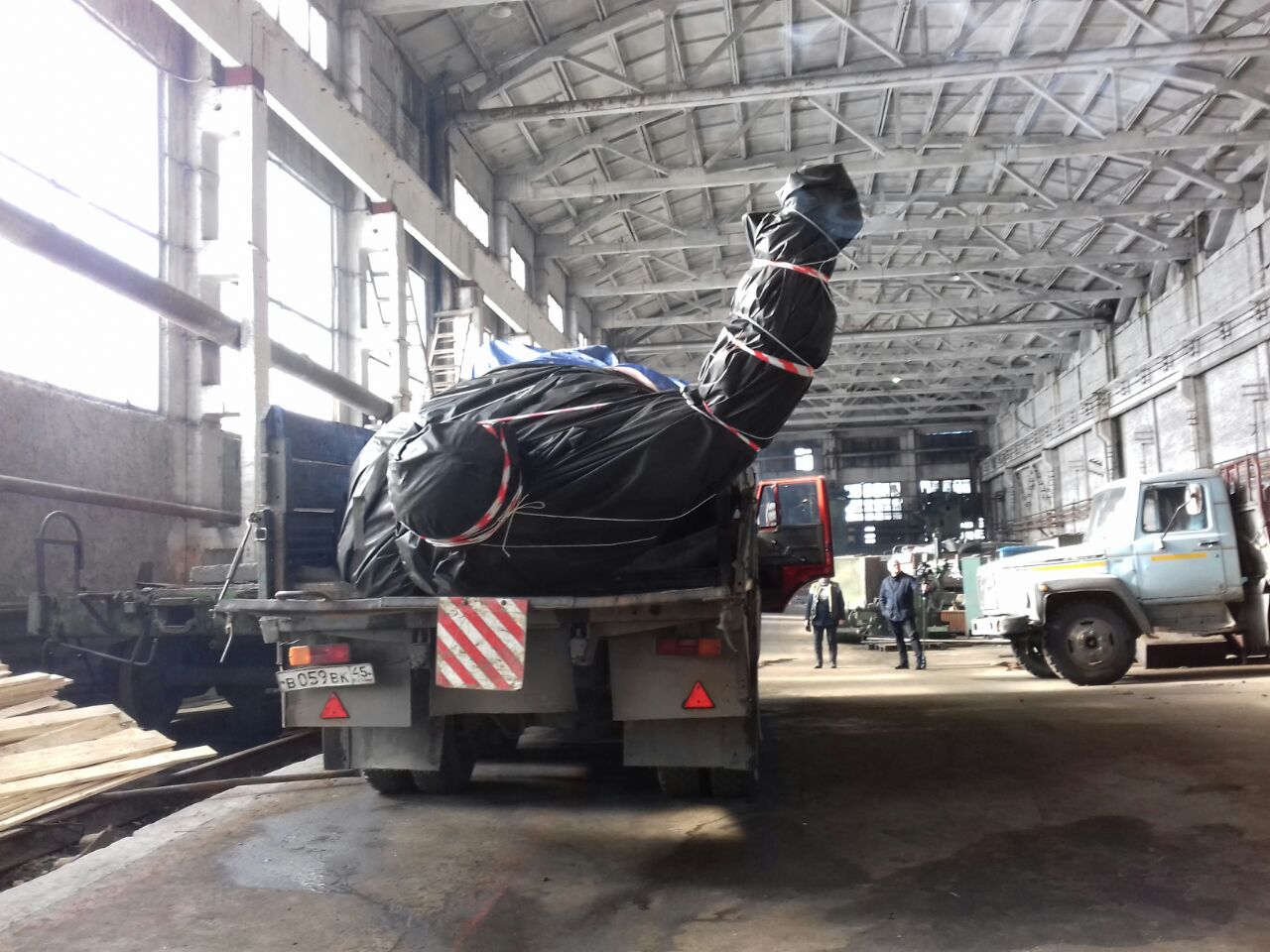
Т. Невежин на Кургансельмаше перед отправкой на монтаж 2017 г.

Перед установкой памятник дорабатывали на «Кургансельмаше». Скульптура целиком не помещалась в грузовое транспортное средство, поэтому правую руку не приварили в литейной мастерской. Привезли памятник из Свердловской области в Курган, и на заводе приварили, запатинировали. К месту установки везли через весь город. Медленно, бережно, осторожно в сопровождении ГИБДД. Дорогу с «Кургансельмаша» на вокзал скульптор запомнит на всю жизнь:
— Когда везла памятник на «КамАЗе», казалось, это дорога в вечность. Что я везу и отдаю его городу навсегда.
В творение скульптор вложила всю любовь к Кургану, веру в его возрождение:
— Памятник несёт силу для каждого жителя города. Надеюсь, после установки Тимофея Невежина начнётся возрождение Кургана.

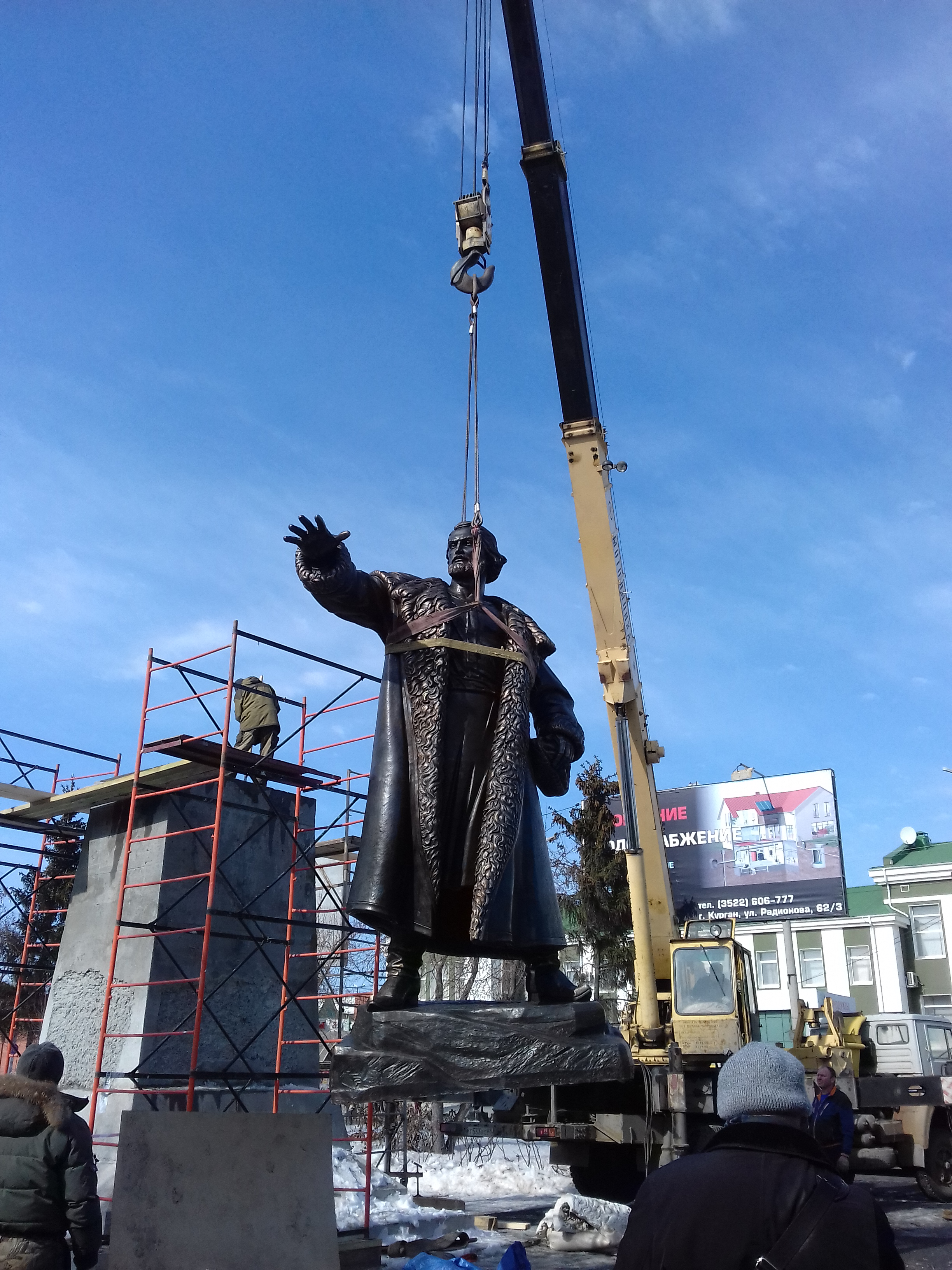
Т. Невежин возведение памятника на постамент. 23.03.2017 г.

23 марта 2017 года памятник был установлен на постамент. «Бронзового исполина осторожно опускают на землю. Сбрасывают цепи и дают развернуться силе и мощи Тимофея Невежина». Перед тем как его поднять на постамент, всем желающим предоставили возможность сфотографироваться с ним. И вот, 5-ти метровый памятник Т. Невежину поднимается в небо и навсегда устанавливается на постамент. При монтаже автор Ольга Юрьевна под скульптуру заложила послание для потомков и в мешочке горсть земли из Далматовского мужского монастыря с места обретения мощей преподобного Далмата Исетского, переданной настоятелем Варнавой (Аверьяновым) в декабре 2016 года с благословением. После установки памятник Тимофею Невежину задрапировали для проведения облицовочных работ постамента. Сквер вокруг памятника был благоустроен летом по проекту в рамках муниципальной программы «Формирование комфортной городской среды». В августе 2017 года была установлена архитектурная форма, изображающая герб города Кургана.
24 августа 2017 года, накануне Дня города состоялось торжественное открытие памятника. Прошло 17 лет от идеи до воплощения этого памятника. «Поэтому её Невежин — это, человек с верой в настоящее и с сильным жизненным посылом».

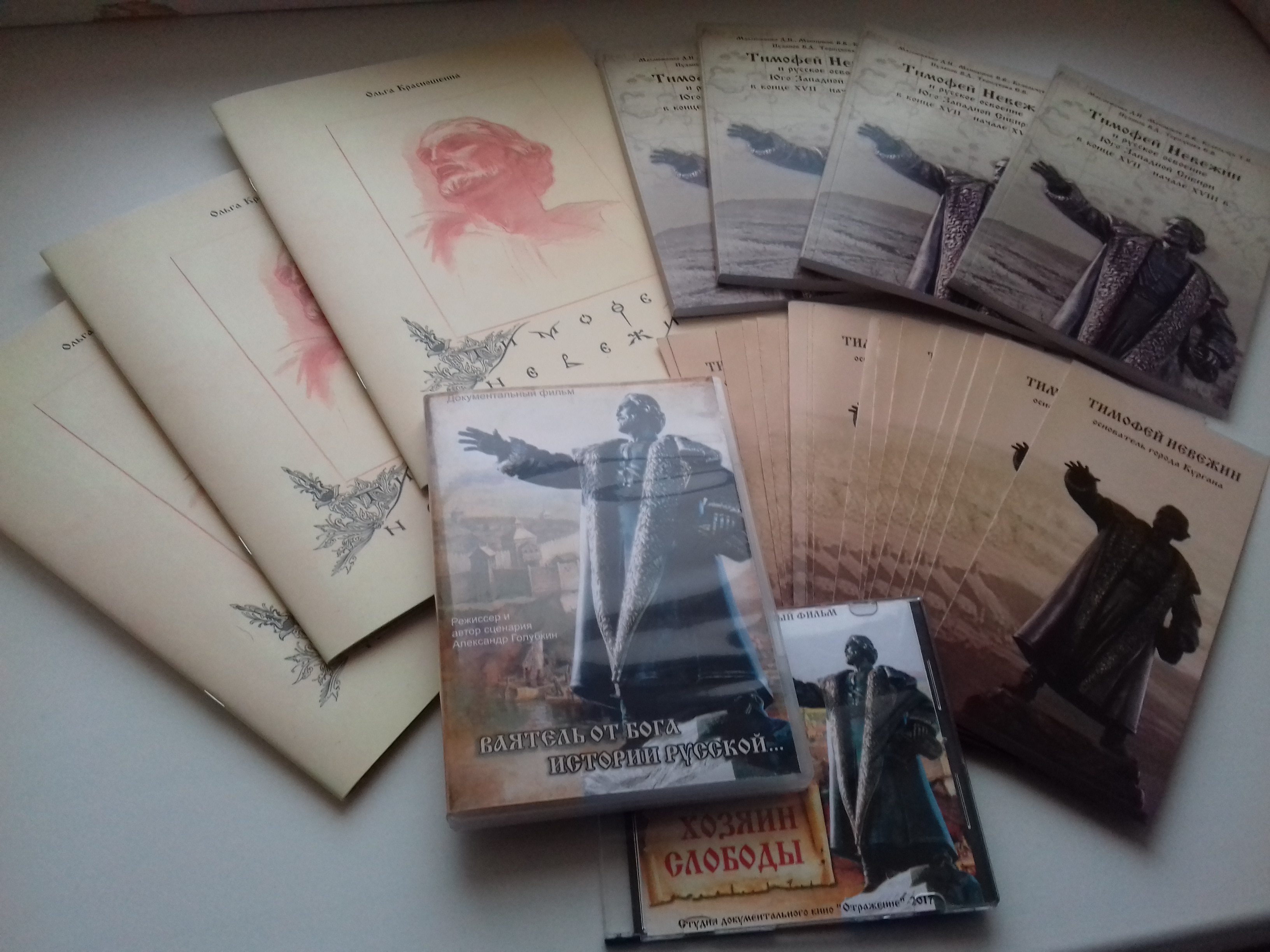
Книги, фильмы про Т. Невежина по гранту Президента РФ

По гранту Президента Российской Федерации Путина В. В. Красношеиной О. Ю. была издана книга «Тимофей Невежин и русское освоение Юго-Западной Сибири в конце XVII — начале XVIII вв.». Над изданием работало пять авторов, среди которых историки и краеведы Курганской области. Тираж книги составил 100 экземпляров. Книгу презентовали в Курганском госуниверситете 22.08.2017 года. Создан фильм о памятнике и о Т. Невежине режиссёра Александра Голубкина. 21 ноября 2017 года, в Курганском культурно-выставочном центре состоялась презентация фильма «Ваятель от Бога истории русской». Также состоялась презентация книги Тимофей Невежин, автор Красношеина Ольга, иллюстратор Андрей Ваньков. Книга предназначена для семейного чтения, тираж 1000 экземпляров. Книги переданы во все городские и школьные библиотеки, так же есть в электронном доступе.
В июне 2018 года скульптор О. Ю. Красношеина выступила с предложением убрать деревья, которые заслоняют вид на монумент.